# Harm Ottenbros
Harm Ottenbros (Alkmaar, Reichskommissariat Niederlande, 27 de junio de 1943 - Strijen, Países Bajos, 5 de mayo de 2022) fue un ciclista de pista neerlandés que fue profesional desde 1967 a 1976.

## Palmarés
| 1967 - 1 etapa de la Vuelta a Suiza 1968 - 1 etapa de la Vuelta a Suiza - 2º en el Campeonato de los Países Bajos en Ruta | 1969 - Campeonato Mundial en Ruta - 1 etapa de la Vuelta a Bélgica 1970 - 1 etapa del Tour de Luxemburgo |

## Resultados en las Grandes Vueltas y Campeonatos del Mundo
| Carrera         | 1967 | 1968 | 1969 | 1970 | 1971 | 1972 | 1973 | 1974 | 1975 | 1976 |
| --------------- | ---- | ---- | ---- | ---- | ---- | ---- | ---- | ---- | ---- | ---- |
| Giro de Italia  | Ab.  | -    | -    | -    | -    | -    | -    | -    | -    | -    |
| Tour de Francia | -    | Ab.  | 78.º | 78.º | -    | -    | -    | -    | -    | -    |
| Vuelta a España | -    | -    | 38.º | -    | -    | -    | -    | -    | -    | -    |
| Mundial en Ruta | -    | -    | 1.º  | 20.º | -    | -    | -    | -    | -    | -    |

-: no participa

Ab.: abandono